# ديمونتي
ديمونتي هي كومونا في مقاطعة كونيو في منطقة بيدمونت الإيطالية، وتقع على بعد نحو 90 كيلومتر (56 ميل) جنوب غرب تورينو وفي حدود 20 كيلومتر (12 ميل) جنوب غرب كونيو، في وادي ستورا دي ديمونتي.
تقع ديمونتي على حدود البلديات التالية: أيسون وكاستلماقنو ومارمورا ومويولاو مونتيروسا جرانا وبرادليفسي وسامبوكو وفالديري وفالوريت وفيناديو.
إن اسم العائلة ديمونتي يعني «على سفح الجبل». ولد فنان الرسم الجدراني الإيطالي جيوفاني باليسون في القرن الخامس عشر في ديمونتي.

## روابط خارجية
- الموقع الرسمي